# Ге, Александр Генрихович
Александр Генрихович Ге (фр. Gay, вариант имени — A. G. Ge; 26 октября 1842, Казань — 11 июля 1907, Казань) — врач-венеролог, профессор Казанского университета, популяризатор науки.

## Биография
Александр Ге родился в 1842 году в Казани в семье преподавателя французского языка. В 1853—1860 годах он получил среднее образование в Казанской Первой мужской гимназии, в 1865 году окончил медицинский факультет Казанского университета.
С 1866 года Александр Ге работает ординатором, а затем — заведующий женским сифилитическим отделением Казанской губернской земской больницы. 5 мая 1868 году он защитил докторскую диссертацию на тему «О физиологическом действии хинина на организм высших животных» — работа посвящена экспериментальному изучению (на лягушках, кошках и кроликах) действия хинина на центральную нервную систему, сердце и кровеносные сосуды.
В 1871—1872 годах Ге был командирован в Европу за счёт Министерства народного просвещения и занимался там повышением квалификации с содержанием в 1500 рублей в год. В Вене он учился у известных профессоров и врачей — Гебры, Зигмунда, Цейсля, Поллитцера, Штрикера, Оппольтцера, Брюкке, Шрёттера, Кундрата, а также у Беклинсгаузена и Бомбергера из Вюрцбурга.
С 1872 года Ге начал читать первый обязательный курс кожных и венерических болезней на медицинском факультете Казанского университета. В 1872 году он получил звание приват-доцента. С 1873 года он являлся доцентом, с 1888 — ординарным профессором по кафедре «Кожных и сифилитических болезней», а с 1897 — заслуженным профессором. Александр Ге был представителем России на Первом интернациональном дерматологическом конгрессе в Париже (5-10 августа 1889 года).
В 1892—1896 годах Ге состоял деканом медицинского факультета. В 1898 году он был выведен за университетский штат «с оставлением за ним заведования клиникой кожных и венерических болезней» В 1887—1907 годах он был гласным Казанской городской думы..
Ге занимался также преподаванием и популяризацией науки, подчёркивая в лекциях социальные причины болезней. Он рекомендовал введение медицинского учёта и обязательных медиосмотров рабочих, солдат и крестьян, возвращающихся с отхожих промыслов, надзор и регламентацию проституции.
К заслугам Ге относят создание казанской клиники, одной из первых образцовых в стране. Клиника со временем превратилась в научно-лечебный центр всего региона. При ней была создана муляжная и фотографическая мастерская, известный казанский художник Эмилий Спориус (1868—1933) занимался изготовлением муляжей по зарисовкам с натуры.
А. Г. Ге принимал деятельное участие во врачебно-общественной жизни, регулярно посещал Пироговские съезды (в том числе и разогнанный полицией съезд 1904 года), он был одним из председателей кожно-венерологической секции этих съездов. По воле Ге, его вдова передала в дар Казанскому университету библиотеку с примерно 3000 книг.
На клинической базе, организованной Ге, была создана и развивалась казанская дерматологическая школа. Воспитанниками этой школы являются профессора И. М. Гиммель, В. Ф. Бургсдорф, А. Г. Хитрово, М. Г. Пильнов, Н. Н. Яснитский, М. П. Батунин, А. И. Дмитриев, Г. Г. Кондратьев, Н. Н. Чумаков.

## Семья
Был женат, дочь Екатерина

## Сочинения
А. Г. Ге принадлежит более 20 печатных работ, главным образом по вопросам сифилидологии. Его курс венерических болезней с 1880 по 1903 год издавался 8 раз. Его перу принадлежит одна из первых работ о профессиональных болезнях.
- О физиологическом действии хинина на организм высших животных. Докторская диссертация. — Казань, 1868.
- «Zür Casuistik der Gehirnsyphilis» («Archiv. f. Derm. u. Syphilis», 1870, III);
- «Beiträge zur Anatomie der pruriginösen Haut» («Archiv f. Derm. u. Siphilis» 1871, I, также на русск. яз. в журн. «Нормальной и патологической гистологии и пр.» Руднева);
- «Zur Pathologie der Schweissdrüsen» («Archiv f. Derm. u. Syphilis», 1871, IV, на русск. яз. в «Журн. гистологии» Руднева);
- «Ueber Reizung und Syphilis» («Viertelj. f. Derm. u. Syphilis», 1879, IV);
- По поводу сифилитического отделения казанской земской больницы и сифилиса, вообще // Здоровье. — 1876.
- Сифилис, как общественное зло. Публичная лекция. — Казань, 1876.
- Несколько слов о сифилитическом отделении казанской земской больницы в период с 1 октября 1875 по 1 октября 1876 г.. — Казань, 1877.
- Деятельность сифилитического отделения казанской земской больницы с 1 октября 1876 по 1 октября 1877 года. — Казань, 1877.
- Отчет заведующего сифилитическим отделением больницы с 1 октября 1877 по 1 октября 1878 года. — Казань, 1879.
- Можно ли передать сифилис отделяемым мягкого шанкра сифилитика? // Читано в обществе врачей города Казани. — 1879. — 22 январь.
- «О причинах значительного распространения сифилиса и о мерах против него» (журн. «Здоровье», 1882);
- «Поражение носовой полости рабочих, приготовляющих двухромокислое кали» («Медицин. вестник», 1882 и «Протоколы Общества врачей г. Казани», 1882);
- «Курс венерических болезней» (Казань, 1880, 1892);
- «Сифилис и сельское население» в «Медицинском Вестнике» (1882).
- Случай самородного перелома ossis humeris сифилитика // Русская Медицина. — 1884.
- Редкий случай глубокого шанкра уретры // Медицинский Вестник. — 1884.
- По поводу надзора за проституцией г. Казани // Читано в заседании общества врачей при императорском казанском университете. — 1891. — 3 декабрь.
- Курс венерических болезней. — 1-е. — Казань, 1880.
- Курс венерических болезней. — 2-е, значительно дополненное. — Казань, 1883.
- Курс венерических болезней. — 3-е, значительно дополненное, с 12-ю рисунками в тексте. — Казанб, 1888.
- Курс венерических болезней. — 4-е, вновь просмотренное и дополненное. — Казань, 1892.
- Курс венерических болезней. — 5-е, вновь просмотренное и дополненное. — Казань, 1895.
- Курс венерических болезней. — 6-е, вновь просмотренное, с 15 рисунками в тексте. — Казань, 1898.
- Курс венерических болезней. — 7-е, вновь просмотренное. — Казань, 1900.
- Курс венерических болезней. — 8-е, вновь просмотренное и значительно дополненное, с 26 рисунками. — Казань, 1903.